# 長友慎治
長友 慎治（ながとも しんじ、1977年（昭和52年）6月22日 - ）は、日本の政治家。国民民主党所属の衆議院議員（2期）。

## 来歴
宮崎県宮崎市出身。宮崎県立宮崎南高等学校、早稲田大学法学部卒業。東京で週刊誌の記者、コンテンツ制作会社を経て、2012年に博報堂DYグループの広告会社「博報堂ケトル」に入社。2016年に宮崎に帰郷し日向市産業支援センター「ひむか-Biz」のセンター長に就任。2020年8月までの約4年間、生活者の目線に立った中小企業支援、起業サポートを軸とした本気の地方創生に取り組む。
2019年には宮崎の農家や漁師とその生産物を特集する食材付き情報誌「宮崎ひなた食べる通信」を創刊。同年10月、子どもの相対的貧困やフードロスの問題に取り組むNPO法人「フードバンク日向」の副理事長に就任。
2020年8月26日、旧国民民主党が次期衆院選宮崎2区に長友を擁立すると発表。2021年10月の第49回衆議院議員総選挙では国民民主党公認で立候補し、小選挙区で自由民主党の江藤拓に大差で敗れるも、重複立候補していた比例九州ブロックで復活し、初当選した。
2024年10月の第50回衆議院議員総選挙では、再び江藤に敗れたものの前回よりも惜敗率を上げ、比例復活で再選した。

## 選挙歴
| 当落 | 選挙                   | 執行日         | 選挙区      | 政党       | 得票数    | 得票率 | 定数 | 得票順位 /候補者数 | 政党内比例順位 /政党当選者数 |
| ---- | ---------------------- | -------------- | ----------- | ---------- | --------- | ------ | ---- | ------------------ | ---------------------------- |
| 比当 | 第49回衆議院議員総選挙 | 2021年10月31日 | 宮崎県第2区 | 国民民主党 | 5万7210票 | 37.80% | 1    | 2/2                | 1/1                          |
| 比当 | 第50回衆議院議員総選挙 | 2024年10月27日 | 宮崎県第2区 | 国民民主党 | 6万1603票 | 43.36% | 1    | 2/3                | 1/2                          |